# 白門樓
白門樓是古代徐州下邳城的南大門。春秋时期，宋襄公在此修造了城池，战国时，齐威王封邹忌为成侯于邳，始称“下邳”。西漢時期，改郯郡为东海郡，统38县，治所于下邳县。公元前202年，韩信改封为楚王，都下邳。公元72年，汉明帝置下邳国，治所于下邳县。至此白门楼成为下邳城的主城门。漢建安三年（公元199年），曹操在此包圍了呂布軍隊三個月，並灌水於城中。當年十二月癸酉年（2月7日），呂布的部將宋憲、魏續、侯成反叛，捆捕了陳宮，率領眾人投降。呂布看大勢已去，遂於白門樓上投降。在小說《三國演義》裏的情節為呂布在城樓上瞌睡並被部將捆捕。
白門樓因其白色建築而出名，在後世一直屹立（雖然下邳城已經倒塌）。清康熙年間的大地震導致了白門樓的坍塌。1981年，在白門樓附近的一處水閘的施工，在其中發掘出了許多漢代的磚石和瓦。現有江蘇省睢寧縣人民政府所立石碑於此，標明了遺址所在。